# Cortez (Flórida)
Cortez é uma Região censo-designada localizada no estado americano de Flórida, no Condado de Manatee.

## Demografia
Segundo o censo americano de 2000, a sua população era de 4491 habitantes.

## Geografia
De acordo com o United States Census Bureau tem uma área de
13,3 km², dos quais 5,7 km² cobertos por terra e 7,6 km² cobertos por água.

## Localidades na vizinhança
O diagrama seguinte representa as localidades num raio de 16 km ao redor de Cortez.